# Etsi nos
Etsi nos papinska je enciklika koju je objavio papa Lav XIII. 15. veljače 1882. godine. U njoj je oštro kritizirao način na koji je novonastala talijanska država nakon ujedinjenja Italije marginalizirala i umanjila ulogu Katoličke Crkve, za što je prvenstveno okrivio slobodno zidarstvo:
»Čak se govori da ove godine namjerava primiti zastupnike i vođe sekte koja je najžešće neprijateljski raspoložena prema katoličanstvu, koji su odabrali upravo ovaj grad kao mjesto svoga svečanog okupljanja. Razlozi zbog kojih su odabrali upravo ovo mjesto za susret nisu tajna: oni ovom drskom provokacijom žele zadovoljiti mržnju koju gaje prema Crkvi te svoje razorne namjere usmjeriti izravno protiv rimskog pontifikata, napadajući ga u samome njegovu sjedištu.«
Enciklika Etsi nos bila je među prvim dokumentima koje je papa Lav XIII. uputio biskupima jedne konkretne zemlje – u ovom slučaju Italije, mlade države nastale oko Vatikana nakon njezina ujedinjenja. Lav XIII. izrazio je nezadovoljstvo tadašnjim talijanskim vlastima. Nakon formiranja talijanske države 1870., Italijom je niz godina vladala serija socijalističkih vlada. Godine 1876. Agostino Depretis izabran je za predsjednika Vlade, čime je započelo dugo razdoblje socijalističke vladavine. Industrijski razvijeniji sjever Italije bio je znatno bogatiji od juga, koji je u to vrijeme bio obilježen teškim moralnim stanjem. Depretis je prvi put dao ostavku 1878. zbog skandala u vladi.
Papa Lav XIII. inzistirao je da katoličko svećenstvo ostane moralno iznad tadašnjeg društvenog stanja u Italiji:
»U ovim danima velike i sveopće raširenosti moralne iskvarenosti, potrebni su svećenici iznimne kreposti i postojanosti. Oni ni na koji način ne mogu izbjeći druženje s ljudima; štoviše, njihove ih dužnosti prisiljavaju na bliske odnose s narodom, i to u gradovima gdje gotovo nema požude kojoj nije dana potpuna i neobuzdana sloboda. Stoga je u naše vrijeme nužno da vrlina svećenstva bude dovoljno jaka da se mirno odupre iskušenjima, nadvlada sve primamljivosti požude te sigurno prevlada opasne primjere iz okoline.«
Agostino Depretis ponovno je izabran za premijera 1879. godine, te je upravo njegova vlada bila predmet kritike pape Lava XIII. u vrijeme objave enciklike. Depretis je pokušao provesti oblik vladanja poznat kao transformismo, zanemarujući stroge stranačke podjele i uključujući ministre i s ljevice i s desnice. Nakon što je 500 talijanskih vojnika poginulo u sukobu s Etiopskim Carstvom u bitci kod Dogalija u siječnju 1887., njegova je vlada ponovno dala ostavku.
Prema papi Lavu XIII., strah od autoritarnih mjera socijalističke vlade doveo je do značajnog smanjenja broja svećenika:
»Zbog zakona usmjerenih protiv Crkve, posvuda se osjeća nedostatak svećenika. Stoga je nužno da oni koji se po milosti Božjoj pripremaju za sveti red ulože dvostruko veći napor, te s još većom revnošću, marljivošću i pobožnošću nadoknade taj očiti nedostatak.«